# Петер Щам
Петер Щам (на немски: Peter Stamm) е швейцарски писател и журналист, автор на романи, разкази, книги за деца и пътеписи.

## Биография
Петер Щам е роден през 1963 г. в общността Шерцинген, кантон Тургау, в семейството на счетоводител. Израства в град Вайнфелден, Източна Швейцария.
След като завършва гимназия, преминава от 1979 до 1982 г. обучение за търговец и временно работи като счетоводител. Успява да положи матура.
Ранните му литературни опити са неуспешни. Първите му три романа не намират издател. Четвъртият му роман „Агнес“ („Agnes“), който започва да пише на 29-годишна възраст, е публикуван едва шест години по-късно.
През 1987 г. Щам следва половин година англицистика в Цюрихския университет, а след това живее половин година в Ню Йорк. Сменя изучаваната специалност с психология и допълнителни предмети психопатология и информатика. Наред с това е практикант в различни психиатрични клиники. Обяснява избора на следването си с литературен интерес: иска да узнае повече за човека като обект на литературата.
Прекъсва следването си по психология поради осъзнатото решение да посвети живота си на писането. Изборът му е: или да стане писател, или отново да работи като счетоводител.
След дълъг престой в Ню Йорк, Париж и Скандинавия Петер Щам се установява през 1990 г. във Винтертур. Тук се изявява преди всичко като журналист, което му помага да публикува свои текстове. Сътрудничи между другото на „Нойе Цюрхер Цайтунг“, „Тагес-Анцайгер“, „Велтвохе“ и сатиричното списание „Небелшпалтер“.
От 1998 до 2003 г. живее в Цюрих, след което отново във Винтертур. След първия му успех като романист и последвалите публикации журналистическата дейност остава на заден план за сметка на литературата.
От 2003 г. Петер Щам е член на Съюза на швейцарските писатели.

### Проза
- Alles über den Mann, 1995
- Gotthard. Die steinerne Seele der Schweiz, 1997
- Agnes, Roman, 1998, 2009

Агнес, изд.: Пигмалион, Пловдив (2004), прев. Владко Мурдаров
- Blitzeis, Erzählungen, 1999, 2011
- Ungefähre Landschaft, Roman, 2001, 2010
- Grace, Erzählung, In: Krachkultur, Nummer 9. Bremen 2001
- In fremden Gärten, 2003, 2005
- Warum wir vor der Stadt wohnen, 2005
- An einem Tag wie diesem, Roman, 2006, 2007

В ден като този, изд.: Пигмалион, Пловдив (2007), прев. Владко Мурдаров
- Wir fliegen, Erzählungen, 2008, 2009
- Heidi, 2008
- Sieben Jahre, Roman, 2009, 2011
- Seerücken, Erzählungen, 2011, 2012
- Der schweizerische Robinson, Von Johann David Wyss. Nacherzählt von Peter Stamm, 2012
- Nacht ist der Tag, Roman, 2013

Денят е нощ, изд.: Атлантис КЛ, София (2015), прев. Любомир Илиев
- Der Lauf der Dinge, Gesammelte Erzählungen, 2014
- Die Vertreibung aus dem Paradies. Bamberger Vorlesungen und verstreute Texte, 2014
- Weit über das Land, Roman, 2016
- Die sanfte Gleichgültigkeit der Welt, Roman, 2018

### Театрални пиеси
- Fremd gehen, Theaterstück für 2 Personen, 1995
- Die Planung des Planes, Monolog, 2001
- Après Soleil oder Wen der Wind zur Insel trägt, 2003
- Der Kuss des Kohaku, 2004
- Die Töchter von Taubenhain, 2004

### Радиопиеси
- Ich und die anderen, 1991
- Die Nacht der Gewohnheiten, 1993
- In Vitro, 1994
- Der letzte Autofahrer, 1995
- Bildnis eines Knaben mit Peitsche, 1995
- Ableben, 1997
- Agnes, 1997
- Nachtkampf oder die Kunst des Tee-Wegs, 1999
- Werum mer vor de Schtadt wohned, 1999
- Passion, 2000
- Was wir können, 2000
- Blitzeis, 2001
- Das Schweigen der Blumen, 2004
- Der Kuss des Kohaku, 2005
- Treibgut, 2005

## Награди и отличия
- 1998: Ehrengabe des Kantons Zürich
- 1999: „Рауризка литературна награда“
- 2000: „Литературна награда на Рейнгау“
- 2000: Hörspielpreis der Stiftung Radio Basel
- 2001: Ehrengabe der Stadt Zürich
- 2002: „Награда на Швейцарска Фондация „Шилер““
- 2002: Carl-Heinrich-Ernst-Kunstpreis
- 2003: Kulturpreis der Stadt Winterthur
- 2003: Thurgauer Kulturpreis
- 2004: Poetikdozentur: junge Autoren der Fachhochschule Wiesbaden
- 2008: Förderpreis des Kantons Thurgau
- 2011: „Алеманска литературна награда“
- 2012: „Награда Бодензее“
- 2013: Mainzer Stadtschreiber[1]
- 2013: „Награда Букър“ (номинация)
- 2014: „Награда Фридрих Хьолдерлин на град Бад Хомбург“[2]
- 2014: Poetik-Professur an der Universität Bamberg
- 2017: „Шилерова награда на Цюрихската кантонална банка“[3]
- 2017: Johann-Friedrich-von-Cotta-Literaturpreis der Landeshauptstadt Stuttgart für Weit über das Land
- 2018: „Литературна награда на Золотурн“
- 2018: Heinrich-Heine-Gastdozentur
- 2018: „Швейцарска награда за книга“ für Die sanfte Gleichgültigkeit der Welt